# Atari Video Pinball
Die Atari-Video-Pinball-Serie (kurz meist Video-Pinball-Serie genannt) ist eine Serie von insgesamt drei stationären Spielkonsolen, die in Nordamerika von Atari Inc. ab 1977 vermarktet wurden und allesamt für den Einzelspieler-Modus ausgelegt sind. Vorgänger der Atari-Video-Pinball-Serie ist der Atari SC-450 bzw. die Konsolen der Atari-Home-Pong-Serie.

## Modelle
Die erste Konsole der Serie basiert auf dem 011500-11/C011512-05-Chip und war im Holzmaserungsdesign. Später veröffentlichte Atari eine Revision des Systems in einem weißen Gehäuse. Später wurde unter der Marke Sears eine Variante mit dem Namen Pinball Breakaway veröffentlicht.

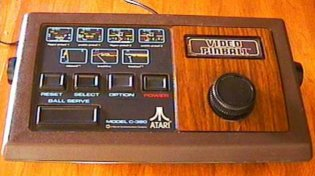
Atari Video Pinball
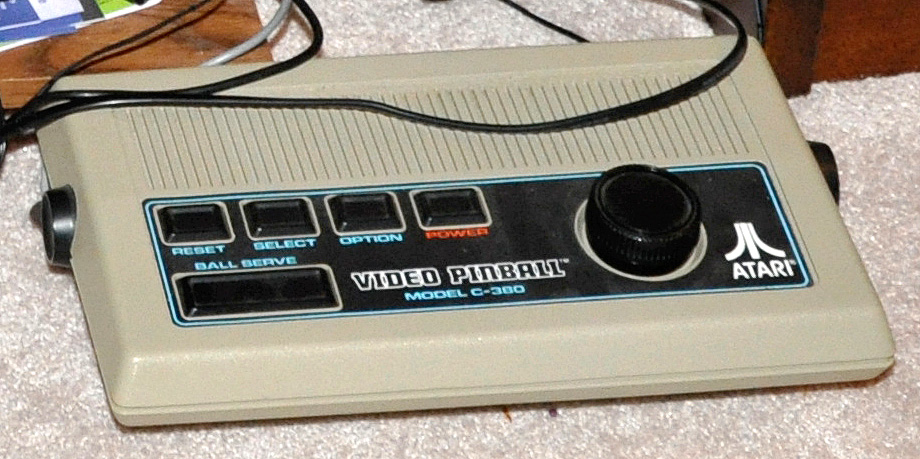
Atari Video Pinball 380
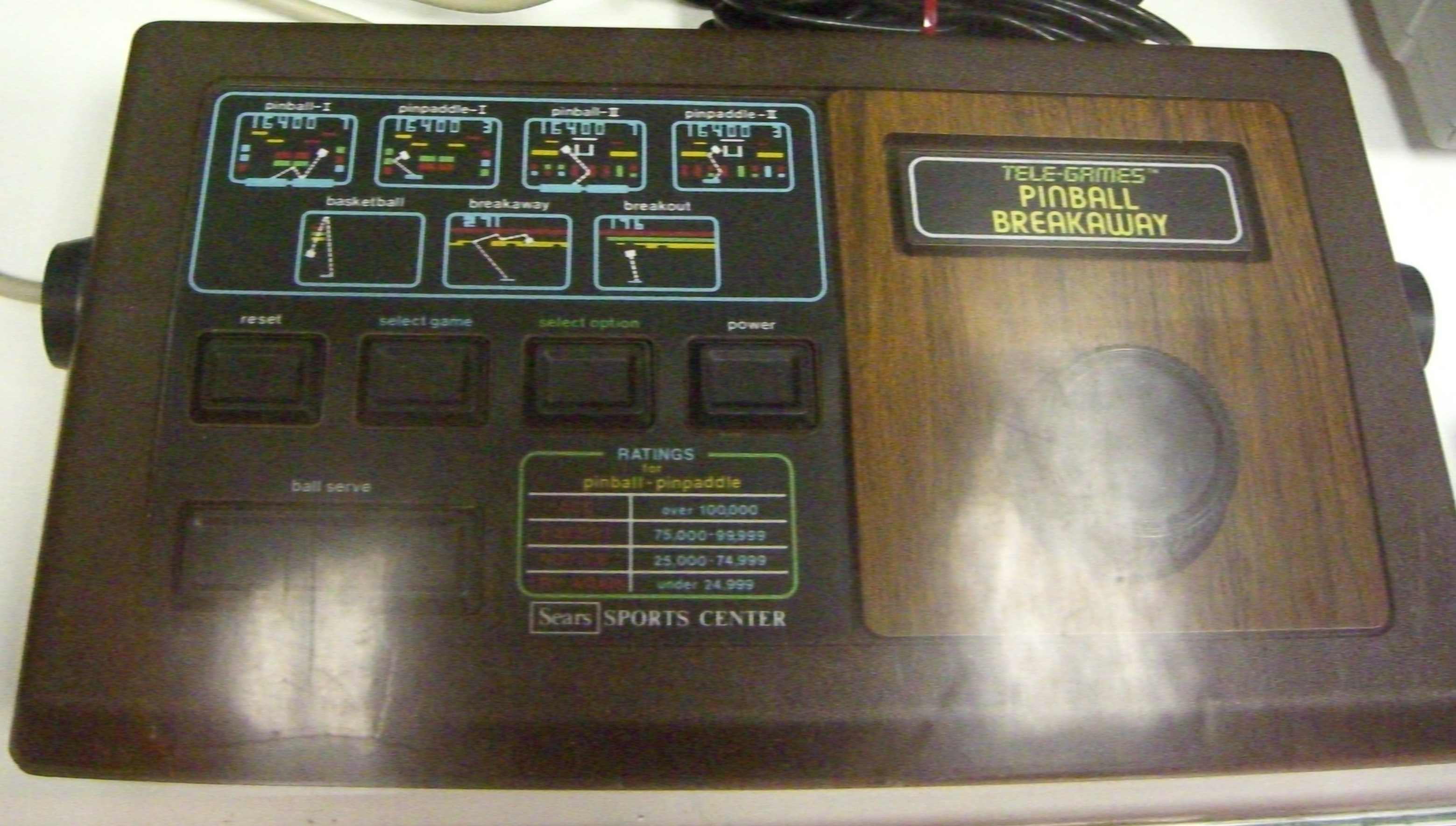
Sears Pinball Breakaway